# Gastronomía de Laos

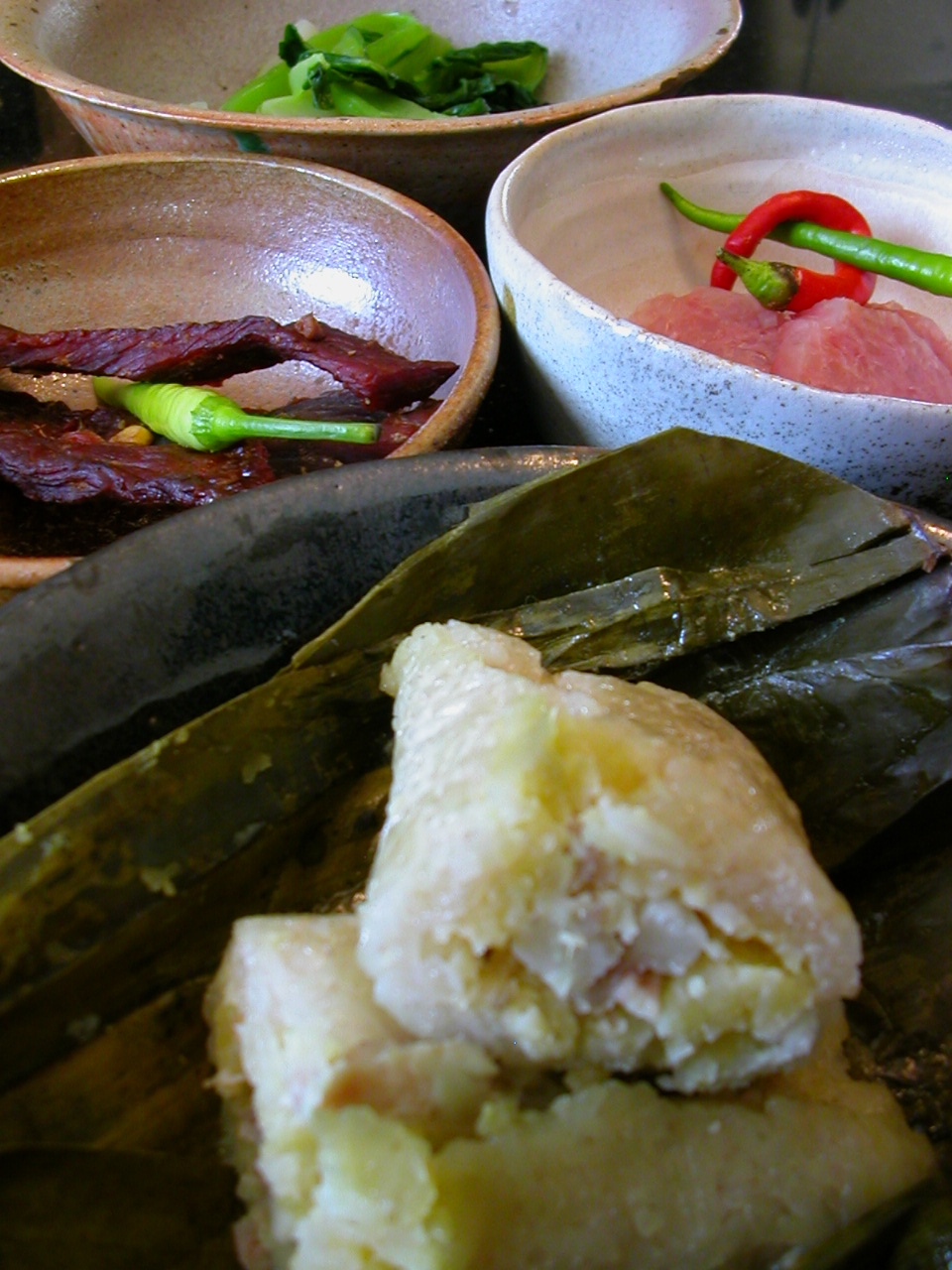
Diversos ingredientes característicos de la cocina de Laos, en primer plano se encuentra el postre khao tom

La Gastronomía de Laos corresponde al conjunto de costumbres culinarias de Laos (República Democrática Popular Lao), y por sus características se engloba dentro de las cocinas del Sureste Asiático. El plato nacional de Laos es el Larb (a veces escrito como laap), se trata de un plato de carne preparado de forma muy similar al ceviche, otro plato característico de Laos es el tam mak hung (denominado som tam en tailandés),

## Ingredientes
Entre los ingredientes más populares de esta cocina se encuentra el arroz glutinoso que se encuentra presente en muchos de los platos. Entre los ingredientes de especias que proporcionan un sabor característico se encuentra el galangal y como saborizante la salsa de pescado. Es frecuente el uso de verduras. Es muy popular el empleo de condimentos como el jaew bong.

## Técnicas de cocina
Entre las técnicas de cocina más famosas en Laos se tiene el brasero (conocido como tao-lo) se trata de un elemento capaz de proporcionar calor como para que los alimentos se cocinen, se calienta con carbón vegetal, posee un tamaño similar al de un cubo, su calor es la base de la técnica del stir frying. El arroz glutinoso se cocina en cañas de bambú colocadas sobre este recipiente, en lo que se denomina maw nung.

## Platos representativos

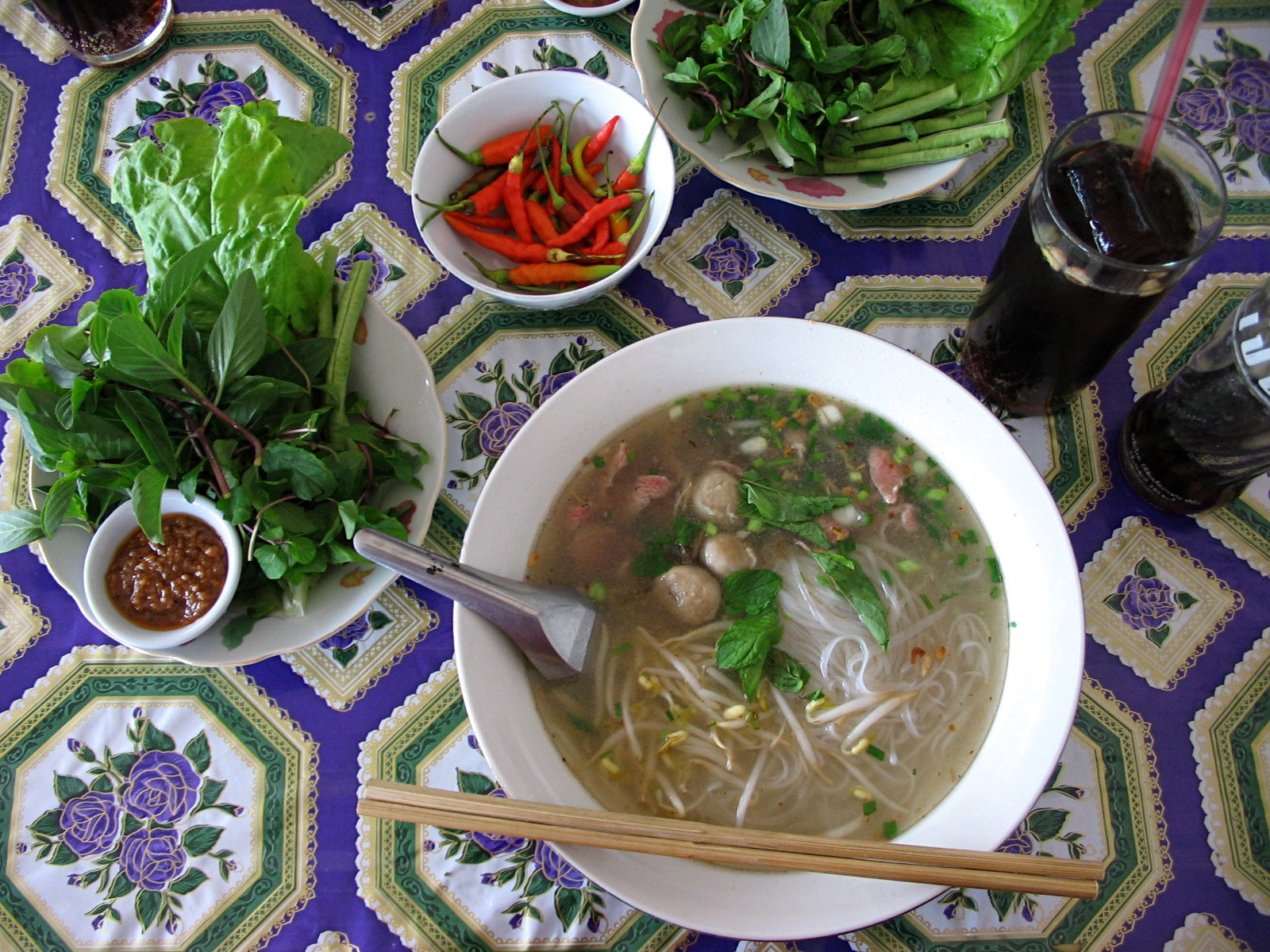
La sopa de fideos es un plato muy popular en Laos.

- laap — una carne especiada servida en forma de ensalada
- tam mak hung — ensalada de papayas verdes
- soup noh may — estofado a base de bambú verde
- soup phak — ensalada de verduras
- keng noh mai som — bambú ácido en sopa
- ping sin — carne de vaca a la parrilla
- ping kai — pollo a la parrilla
- sai oua — salchicha
- nem — arroz frito típico de Laos
- sin savane — carne de vaca crujiente
- som moo — jamón encurtido
- som pa — ceviche de pescado
- som khai pa — pescado en vinagre
- som phak kad — encurtidos
- mok pa — pescado en una hoja de banana
- mok kai — pollo en una hoja de banana
- or — estofado de verduras
- or lam — al estilo de Luang Prabang (estofado de verduras)
- tom padek — pescado cocinado en un padek
- tom tin moo — sopa de jabalí
- tom mak ha — sopa ácida de melón
- keng som kai — sopa ácida de pollo
- khao poon nam jaew — sopa de arroz vermicelli
- khai khuam — huevo duro acompañado de diversas especias
- pon — pescado en especias
- khao nom maw keng — pastel de coco

## Literatura
- Traditional Recipes of Laos by Phia Sing, edited by Alan Davidson. 1981. ISBN 0-907325-02-5
- Fish and Fish Dishes of Laos by Alan Davidson. 1975. ISBN 0-907325-95-5
- Ant Egg Soup: The Adventures of a Food Tourist in Laos by Natacha Du Pont De Bie